# Джо Кокър
Джон Робърт „Джо“ Кокър (на английски: John Robert „Joe“ Cocker) е британски певец, носител на Грами през 1983 г. и орден на Британската империя през 2008 г., участник в рок фестивала в Уудсток през 1969 г.
Започва музикалната си кариера на 15 години като член на групите The Avengers (където пее под името Ванс Арнолд), Big Blues (1963) и The Grease Band (1966). Първият му голям хит, който влиза в британските топ класации, е „С малко помощ от моите приятели“, кавър на Бийтълс от албума „Сержант Пепър...“, където на китара свири Джими Пейдж.
Изнася концерт в НДК в София през 1994 г. и на сватбата на Николай Банев през 2006 г. в София. Третото му посещение е на 28 май 2011 г. отново в София. Посещението му е свързано с албума му, излязъл през есента на 2010 г. Изпълнява само три песни от него.
През последните си години боледува много. През септември 2014 г. Били Джоел съобщава от сцената, че Кокър не е добре със здравето.
Умира на 22 декември 2014 г. от рак на белите дробове.

## Дискография
Студийни албуми
- 1969 – With a Little Help from My Friends
- 1969 – Joe Cocker!
- 1972 – Joe Cocker
- 1974 – I Can Stand a Little Rain
- 1975 – Jamaica Say You Will
- 1976 – Stingray
- 1978 – Luxury You Can Afford
- 1982 – Sheffield Steel
- 1984 – Civilized Man
- 1986 – Cocker
- 1987 – Unchain My Heart
- 1989 – One Night of Sin
- 1991 – Night Calls
- 1994 – Have a Little Faith
- 1996 – Organic
- 1997 – Across from Midnight
- 1999 – No Ordinary World
- 2002 – Respect Yourself
- 2004 – Heart & Soul
- 2007 – Hymn for My Soul
- 2010 – Hard Knocks
- 2012 – Fire It Up